# Ruth Khama
Ruth Khama, född Williams den 9 december 1923 i Blackheath i sydöstra London, död 22 maj 2002 i Gaborone, var Botswanas första dam från dess självständighet 1966 till sin makes, Seretse Khamas, död 1980.
Ruth Khama föddes som Ruth Williams i Blackheath i södra London. Hennes far, George Williams, hade varit kapten i den indiska armen. Evelyn Willams var hennes mor. Under andra världskriget körde hon ambulans för flygvapnet. Efter kriget arbetade hon som kontorist.
1948 gifte sig Ruth Williams med Seretse Khama, Bamangwatohövding i protektoratet Bechuanaland. Detta orsakade diplomatiska konflikter mellan Storbritannien,  Sydafrika och Sydrhodesia då apartheidpolitiken gjorde att Sydafrika inte kunde acceptera äktenskapet. Storbritannien valde därför att tvinga Seretse Khama att lämna Bechanaland, något som väckte internationell uppståndelse. Seretse och Ruth Khama återvände till Bechuanaland mot att Seretes Khama avsade sig sin ställning som hövding. När Seretse Khama blev Botswanas första president 1966 blev Ruth Khama Botsvanas första dam.
Under sitt liv i Botswana ägnade sig Ruth Khama åt välgörenhetsarbete och att ta hand om sin familj: dottern Jacqueline Khama (född 1950), sonen Ian Khama (född 1953) samt tvillingsönerna Anthony Khama och Tshekedi Khama (födda 1958). Ruth Khama valde att stanna i Botswana även efter sin makes död 1980. Hon ledde Botswanas Röda kors, Botwanas kvinnoråd samt Lady Khama Christmas Charity Fund. Hon spelade också en central roll när drottning Elisabeth II besökte landet 1979.